# Norman Lloyd

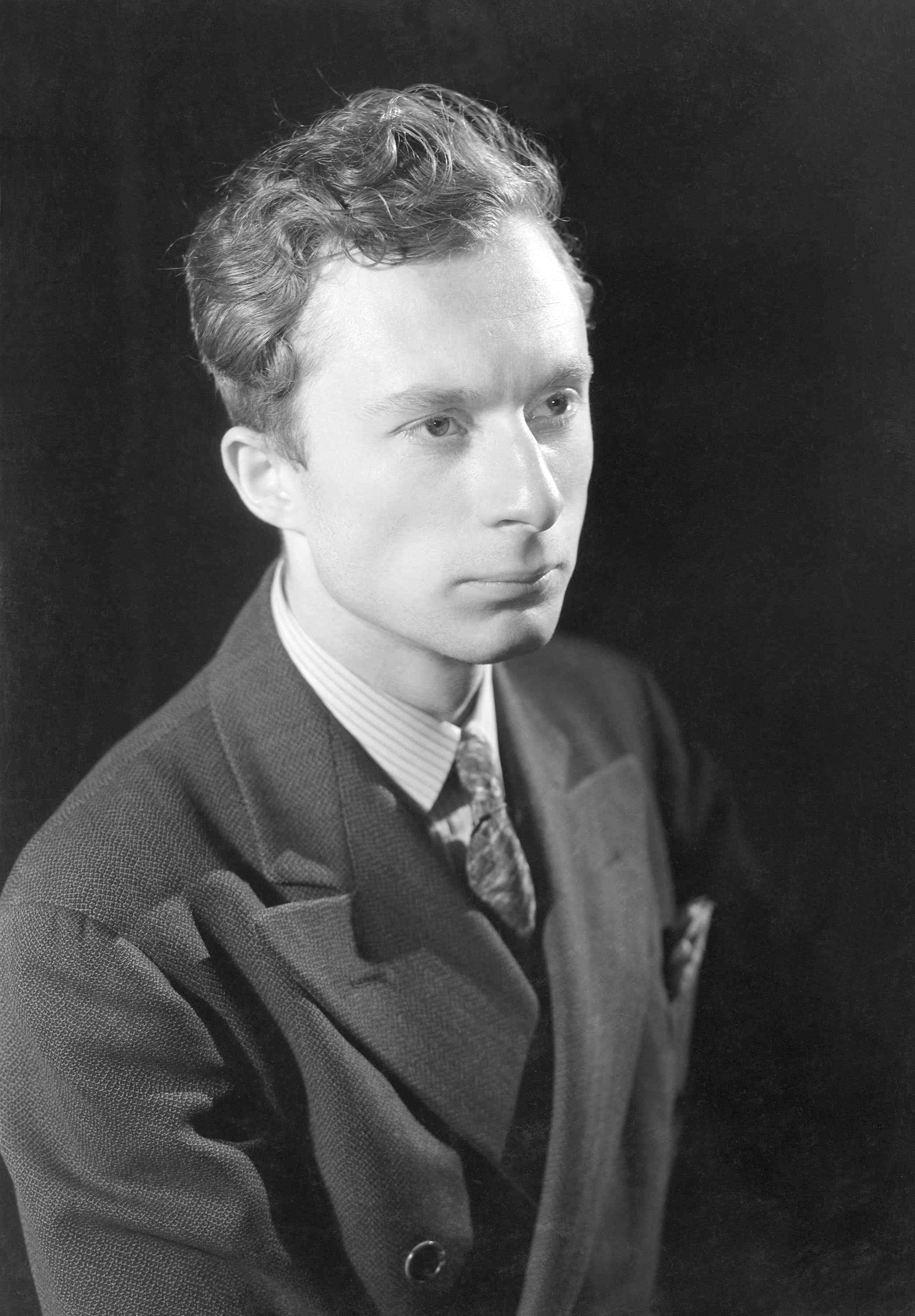
Norman Lloyd (1937)

Norman Nathan Lloyd (* 8. November 1914 in Jersey City, New Jersey als Norman Perlmutter; † 11. Mai 2021 in Los Angeles, Kalifornien) war ein US-amerikanischer Schauspieler, Regisseur und Filmproduzent. Im Laufe seiner rund 90 Jahre umspannenden Karriere arbeitete er mit Filmlegenden wie Charlie Chaplin, Orson Welles und Alfred Hitchcock zusammen.

## Leben und Karriere
Norman Lloyd wurde im November 1914 in eine jüdische Familie aus New York geboren. Dank seiner theaterinteressierten Mutter stand er bereits in seiner Kindheit als Sänger und Tänzer auf der Bühne. Nach dem Besuch der Highschool begann er ein Studium an der New York University, das er aber nach dem zweiten Studienjahr abbrach. Seine professionelle Schauspielkarriere begann er 1932 bei Eva Le Galliennes Civic Repertory Theatre. Er etablierte sich inmitten der Great Depression als Teil des politisch und sozial engagierten Theaters am Broadway.
Anschließend schloss Lloyd sich dem legendären Mercury Theatre von Orson Welles an. Unter Welles’ Regie spielte er beispielsweise 1937 den Dichter Cinna in dessen gefeierter und einflussreicher Bühnenproduktion von Shakespeares Julius Caesar. Auch im Radio trat er häufiger als Hörspielsprecher auf, ebenfalls für das Mercury Theatre. Als Welles in Hollywood von RKO Pictures unter Vertrag genommen wurde, um dort Citizen Kane zu drehen, gehörte Lloyd wie viele weitere Mercury-Schauspieler ursprünglich zu der geplanten Besetzung des Filmes und war wohl für die Rolle des Mr. Bernstein angedacht – doch da Lloyd eine junge Familie zu versorgen hatte und die Wartezeit bis zum Drehbeginn von Citizen Kane sich als zu lang herausstellte, kehrte er zum Broadway zurück. 1938 wirkte er in der Titelrolle des Johnny Appleseed in dem gleichnamigen Musical mit; für diesen Auftritt erhielt er hervorragende Kritiken. Er spielte außerdem in mehreren Stücken unter Regie von Elia Kazan. 1939 hatte er einen Auftritt in The Streets of New York, dem wahrscheinlich ersten amerikanischen Fernsehfilm überhaupt.
Im Jahr 1941 kam Lloyd nach Hollywood. Dort spielte er in seinem ersten Film Saboteure unter der Regie von Alfred Hitchcock den amerikanischen Nazi-Spion Frank Fry, der in der wohl berühmtesten Szene des Filmes von der Freiheitsstatue in den Tod stürzt. Zwischen Hitchcock und Lloyd entwickelte sich eine lange Freundschaft. 1945 hatte er in Hitchcocks Ich kämpfe um dich an der Seite von Ingrid Bergman und Gregory Peck eine Nebenrolle als Sanatoriumspatient mit Schuldkomplexen. Im selben Jahr spielte er in Jean Renoirs Filmklassiker Der Mann aus dem Süden. In Hollywood wurde der mit 1,65 Metern relativ schmächtige Lloyd nur in Nebenrollen besetzt. 1948 übernahm er seine erste Aufgabe hinter der Kamera: Als Regieassistent von Lewis Milestone beim Filmmelodram Triumphbogen. Er arbeitete jedoch auch weiterhin als Darsteller, unter anderem in M (1951), einem US-amerikanischen Remake von Fritz Langs gleichnamigem deutschen Filmklassiker. In Charlie Chaplins Tragikomödie Rampenlicht (1952) verkörperte er die Rolle des Ballettdirektors Bodalink.
Während der 1950er-Jahre, in der McCarthy-Ära, geriet Lloyd durch seinen linksliberalen politischen Aktivismus in den Verdacht, ein Kommunist zu sein. Er kam auf eine Graue Liste, eine Art Verdächtigenliste und Vorstufe der „Schwarzen Liste“, woraufhin er in Hollywood kaum noch Arbeit finden konnte. Sein Freund Hitchcock beschäftigte ihn schließlich von 1957 bis 1965 als Regisseur, ausführenden Produzenten und gelegentlichen Schauspieler in seiner populären Fernsehserie Alfred Hitchcock Presents (1957–1965). In Zusammenarbeit mit der Produzentin Joan Harrison, die als Hitchcocks rechte Hand galt, koproduzierte Lloyd 1968 die britische Anthologie-Serie Reise ins Ungewisse (Journey to the Unknown). In den 1960er-, 1970er- und 1980er-Jahren setzte er seine Arbeit als Regisseur und Produzent von Fernsehserien und Fernsehfilmen fort. Unter anderem fungierte er als Produzent der ersten Staffel von Roald Dahls Fernsehserie Tales of the Unexpected.
Ab den 1980er-Jahren stand Lloyd wieder häufiger vor der Kamera, während er seine Laufbahn als Produzent und Regisseur beendete. In der Fernsehserie Chefarzt Dr. Westphall (St. Elsewhere, 1982–1988) war er in einer der Hauptrollen als liebenswerter Krankenhausarzt Dr. Daniel Auschlander zu sehen. Er stellte in dem Filmdrama Der Club der toten Dichter (1989) neben Robin Williams den autoritären Schuldirektor Mr. Nolan dar und war in Martin Scorseses Liebesdrama Zeit der Unschuld (1993) an der Seite von Daniel Day-Lewis zu sehen. In der Serie Raumschiff Enterprise – Das nächste Jahrhundert spielte er 1993 in der Folge Das fehlende Fragment Professor Galen, den Mentor von Captain Picard. Zwischen 1997 und 2001 verkörperte Lloyd in 49 Episoden der Serie Seven Days – Das Tor zur Zeit die Rolle des Dr. Isaac Mentnor. 2005 spielte er neben Cameron Diaz und Shirley MacLaine einen Professor in der Komödie In den Schuhen meiner Schwester. Im Jahr 2015 drehte er 100-jährig seinen letzten Film, Judd Apatows Komödie Dating Queen mit Amy Schumer, was ihm den Beinamen des ältesten arbeitenden Schauspielers in Hollywood einbrachte.

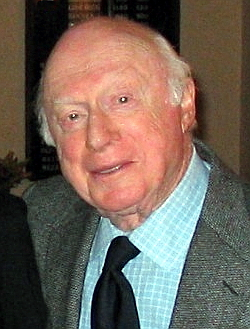
Norman Lloyd (2007)

Anfang der 1990er-Jahre veröffentlichte Lloyd seine Autobiografie Stages of Life in Theatre, Film and Television. Bis zu seinem Tod trat Lloyd immer wieder bei Retrospektiven alter Filme sowie als Interviewpartner für Dokumentationen auf. 2020 erhielt er einen Ehrenpreis der Los Angeles Film Critics Association in der neugegründeten Kategorie Legacy Award. In dem Kinofilm Ich & Orson Welles (2008), den Lloyd selbst nicht leiden konnte, wurde er als historische Figur von dem Schauspieler Leo Bill verkörpert.

### Privatleben
Am 29. Juni 1936 heiratete Lloyd die zwei Jahre ältere Broadwayschauspielerin Peggy Craven, die er kennengelernt hatte, als sie gemeinsam unter Regie von Elia Kazan in dem Stück Crime spielten. Sie bekamen zwei Kinder, den Sohn Michael und die selbst als Schauspielerin arbeitende Tochter Josie Lloyd (1940–2020). Peggy verstarb am 30. August 2011 im Alter von 98 Jahren. Die 75 Jahre dauernde Ehe galt als eine der längsten in Hollywood.
Lloyds größtes Hobby war Tennis, das er noch bis zum Jahr 2015 zweimal wöchentlich spielte. Charlie Chaplin war lange dreimal die Woche sein Tennispartner, über ihn äußerte Lloyd später: „Er war ziemlich gut, sehr leistungsfähig. Eine Freude. Aber er wollte seine Brille nicht tragen, deswegen konnte er am Netz den Ball nie wirklich sehen …“. Er pflegte ebenfalls Freund- oder Bekanntschaften mit deutschsprachigen Exilanten wie Lion Feuchtwanger, Bertolt Brecht, Arnold Schönberg und Hanns Eisler.
Lloyd starb am 11. Mai 2021 im Alter von 106 Jahren in seinem Haus in Brentwood, einem Stadtteil von Los Angeles.

## Filmografie (Auswahl)

### Als Schauspieler
- 1939: The Streets of New York (Fernsehfilm)
- 1941: The Forgotten Man (Kurzfilm)
- 1942: Saboteure (Saboteur)
- 1945: Der Tod wohnt nebenan (The Unseen)
- 1945: Der Mann aus dem Süden (The Southerner)
- 1945: Landung in Salerno (A Walk in the Sun)
- 1945: Ich kämpfe um dich (Spellbound)
- 1945: Within These Walls
- 1946: Das Vermächtnis (The Green Years)
- 1946: Young Widow
- 1946: A Letter for Evie
- 1947: The Beginning or the End
- 1948: Eine Frau zuviel (No Minor Vices)
- 1949: Guillotine (Reign of Terror)
- 1949: Sumpf des Verbrechens (Scene of the Crime)
- 1949: Rebellen der Steppe (Calamity Jane and Sam Bass)
- 1950: Die Piratenbraut (Buccaneer’s Girl)
- 1950: Der Rebell (The Flame and the Arrow)
- 1951: M
- 1951: Steckbrief 7-73 (He Ran All the Way)
- 1951: Begegnung in Tunis (The Light Touch)
- 1951: Flame of Stamboul
- 1952: Rampenlicht (Limelight)
- 1955: A Word of the Wives …
- 1956: Kraft Television Theatre (Fernsehserie, zwei Folgen)
- 1956: The United States Steel Hour (Fernsehserie, eine Folge)
- 1957: On Trial (Fernsehserie, eine Folge)
- 1957: General Electric Theater (Fernsehserie, eine Folge)
- 1957–1961: Alfred Hitchcock präsentiert (Alfred Hitchcock Presents, Fernsehserie, fünf Folgen)
- 1959: Road Hog
- 1959: One Step Beyond (Fernsehserie, eine Folge)
- 1960: New Comedy Showcase (Fernsehserie, eine Folge)
- 1968: The Smugglers
- 1968: Companions in Nightmare
- 1970: The Most Deadly Game (Fernsehserie, eine Folge)
- 1971: What’s a Nice Girl Like You …?
- 1972: Asphalt-Blüten (Scarecrow, Fernsehfilm)
- 1972: The Bravos
- 1972: The Shadow of a Gunman
- 1972: Awake and Sing!
- 1972: Wo alle Wege enden (Night Gallery)
- 1972: O’Hara, U.S. Treasury (Fernsehserie, eine Folge)
- 1973: Carola
- 1974: The Gondola (Fernsehfilm)
- 1974: Sty of the Blind Pig
- 1975: Broadway Theatre Archive: For the Use of the Hall
- 1975: Einsatz in Manhattan (Kojak, Fernsehserie, eine Folge)
- 1977: Audrey Rose – das Mädchen aus dem Jenseits (Audrey Rose)
- 1978: FM – Die Superwelle (FM)
- 1978: The Dark Secret of Harvest Home (Fernsehserie, zwei Folgen)
- 1979: Beggarman, Thief (Fernsehfilm)
- 1980: Die nackte Bombe (The Nude Bomb)
- 1981: King Kobra (Jaws of Satan)
- 1982: Quincy (Quincy M.E., Fernsehserie, eine Folge)
- 1982–1988: Chefarzt Dr. Westphall (St. Elsewhere, Fernsehserie, 132 Folgen)
- 1985: The Paper Chase (Fernsehserie, eine Folge)
- 1986: Unbekannte Dimensionen (The Twilight Zone, Fernsehserie, eine Folge)
- 1986–1993: Mord ist ihr Hobby (Murder, She Wrote, Fernsehserie, drei Folgen)
- 1989: Amityville Horror 4 (Amityville 4: The Evil Escapes)
- 1989: Der Club der toten Dichter (Dead Poets Society)
- 1989: Kampf gegen die Mafia (Fernsehserie, eine Folge)
- 1991: Die Abenteuer des Samurai (Kabuto)
- 1992: Ehekriege (Civil Wars, Fernsehserie, eine Folge)
- 1992: Home Fires (Fernsehserie, sechs Folgen)
- 1993: Zeit der Unschuld (The Age of Innocence)
- 1993: Raumschiff Enterprise – Das nächste Jahrhundert (Star Trek: The Next Generation, Fernsehserie, eine Folge)
- 1995: The Omen
- 1996: Wings – die Überflieger (Wings, Fernsehserien, eine Folge)
- 1997: The Song of the Lark (Kurzfilm)
- 1997–2003: Practice – Die Anwälte (The Practice, Fernsehserie, drei Folgen)
- 1998–2001: Seven Days – Das Tor zur Zeit (Seven Days, Fernsehserie, 49 Folgen)
- 1999: Bei Anruf Hitchcock (Dial H for Hitchcock)
- 2000: Fail Safe – Befehl ohne Ausweg (Fail Safe, Fernsehfilm)
- 2000: Die Abenteuer von Rocky & Bullwinkle (The Adventures of Rocky & Bullwinkle, Stimme)
- 2005: In den Schuhen meiner Schwester (In Her Shoes)
- 2005: Photosynthesis (Kurzfilm)
- 2007: Who Is Norman Lloyd?
- 2010: Modern Family (Fernsehserie, eine Folge)
- 2014: A Place for Heroes
- 2014: Magician: The Astonishing Life and Work of Orson Welles
- 2015: Dating Queen (Trainwreck)

### Als Regisseur
- 1948: Triumphbogen (Arch of Triumph, als Regieassistent)
- 1951: The Adventures of Kit Carson (Fernsehserie)
- 1952: Chevron Theatre (Fernsehserie, acht Folgen)
- 1952–1953: Omnibus (Fernsehserie, fünf Folgen)
- 1955: A Word to the Wives… (Kurzfilm)
- 1958–1962: Alfred Hitchcock Presents (Fernsehserie, 22 Folgen)
- 1968: Companions in Nightmare (Fernsehfilm)
- 1968: The Smugglers (Fernsehfilm)
- 1971: Columbo: Schritte aus dem Schatten (Lady in Waiting, Fernsehreihe)
- 1973: Carola (Fernsehfilm)
- 1974: The Carpenters (Fernsehfilm)
- 1974: Nourish the Beast (Fernsehfilm)
- 1976: Philemon (Fernsehfilm)
- 1976: The Fatal Weakness (Fernsehfilm)
- 1978: Actor (Fernsehfilm)
- 1983–1984: Die unglaublichen Geschichten von Roald Dahl (Tales of the Unexpected, Fernsehserie, zwei Folgen)

### Als Produzent
- 1949: Gabilan, mein bester Freund (The Red Pony, als Produktionsassistent)
- 1957–1962: Alfred Hitchcock Presents (Fernsehserie, 184 Folgen)
- 1960: Startime: Zwischenfall an der Ecke (Fernsehfilm, Incident at a Corner)
- 1962–1965: The Alfred Hitchcock Hour (Fernsehserie, 63 Folgen)
- 1968: The Smugglers (Fernsehfilm)
- 1968: Companions in Nightmare (Fernsehfilm)
- 1968–1969: Journey to the Unknown (Fernsehserie, zwölf Folgen)
- 1969–1970: The Name of the Game (Fernsehserie, drei Folgen)
- 1971: What’s a Nice Girl Like You …? (Fernsehfilm)
- 1972: Invitation to a March (Fernsehfilm)
- 1972: The Bravos (Fernsehfilm)
- 1972: The Shadow of a Gunman (Fernsehfilm)
- 1973: The Gondola (Fernsehfilm)
- 1973: Carola (Fernsehfilm)
- 1973: The Man of Destiny (Fernsehfilm)
- 1973: Incident at Vichy (Fernsehfilm)
- 1974: The Carpenters (Fernsehfilm)
- 1974: Double Solitaire (Fernsehfilm)
- 1975: For the Use of the Hall (Fernsehfilm)
- 1975: Knuckle (Fernsehfilm)
- 1976: The Ashes of Mrs. Reasoner (Fernsehfilm)
- 1976: The Last of Mrs. Lincoln (Fernsehfilm)
- 1976: Six Characters in Search of an Author (Fernsehfilm)
- 1977: The Hemingway Play (Fernsehfilm)
- 1978: And the Soul Shall Dance (Fernsehfilm)
- 1978: Actor (Fernsehfilm)
- 1982–1985: Die unglaublichen Geschichten von Roald Dahl (Tales of the Unexpected, Fernsehserie, zwölf Folgen)